# الجامعة الملكية المغربية للزوارق الشراعية
الجامعة الملكية المغربية للزوارق الشراعية هي المنظمة الرسمية لرياضة الإبحار بالزوارق الشراعية بالمملكة المغربية. تعد هذه الجامعة الرياضية متجانسة ومتوازنة حيث تمثل فيها جميع جهات المملكة.